# Annamaria Scafetta
Annamaria Scafetta, née le 31 octobre 1968, est une coureuse cycliste italienne.

## Palmarès sur piste

### Championnats internationaux
- 1999
  - 3e du championnat du monde de vitesse juniors

### Championnats nationaux
- 2000
  -  Championne de la vitesse
  - 2e du 500 mètres
- 2002
  -  Championne de la vitesse
  -  Championne du keirin
  - 2e du 500 mètres
- 2003
  -  Championne de la vitesse
  -  Championne du 500 mètres
  -  Championne du keirin
- 2004
  -  Championne du scratch
  - 2e du keirin
  - 2e de la vitesse
- 2005
  - 2e du keirin
  - 3e de la vitesse
- 2006
  - 3e du keirin
  - 3e de la vitesse
- 2008
  - 3e du keirin
  - 3e de la vitesse par équipes
  - 3e de la poursuite par équipes
- 2010
  - 2e du keirin
  - 2e de la vitesse
  - 2e de la vitesse par équipes
- 2011
  - 3e de la vitesse
  - 3e de la vitesse par équipes